# Pyrrhopteryx
Pyrrhopteryx är ett släkte av fjärilar. Pyrrhopteryx ingår i familjen tofsspinnare.
Kladogram enligt Catalogue of Life:
| Pyrrhopteryx | \| \| Pyrrhopteryx amabilis \| \| \| \| \| \| Pyrrhopteryx lowa \| \| \| \| |
|              | \| \| Pyrrhopteryx amabilis \| \| \| \| \| \| Pyrrhopteryx lowa \| \| \| \| |
|              | Pyrrhopteryx amabilis                                                       |
|              |                                                                             |
|              | Pyrrhopteryx lowa                                                           |
|              |                                                                             |